# Noyant-d'Allier
Noyant-d'Allier és un municipi francès, situat al departament de l'Alier i a la regió d'Alvèrnia-Roine-Alps. L'any 2007 tenia 707 habitants.

## Demografia

### Població
El 2007 la població de fet de Noyant-d'Allier era de 707 persones. Hi havia 324 famílies de les quals 140 eren unipersonals (32 homes vivint sols i 108 dones vivint soles), 88 parelles sense fills, 68 parelles amb fills i 28 famílies monoparentals amb fills.
La població ha evolucionat segons el següent gràfic:
Habitants censats

### Habitatges
El 2007 hi havia 499 habitatges, 337 eren l'habitatge principal de la família, 102 eren segones residències i 60 estaven desocupats. 483 eren cases i 16 eren apartaments. Dels 337 habitatges principals, 244 estaven ocupats pels seus propietaris, 85 estaven llogats i ocupats pels llogaters i 8 estaven cedits a títol gratuït; 17 tenien dues cambres, 51 en tenien tres, 151 en tenien quatre i 118 en tenien cinc o més. 138 habitatges disposaven pel capbaix d'una plaça de pàrquing. A 150 habitatges hi havia un automòbil i a 79 n'hi havia dos o més.

### Piràmide de població
La piràmide de població per edats i sexe el 2009 era:
| Homes | Edats   | Dones |
| ----- | ------- | ----- |
| 0     | 95 o +  | 0     |
| 0     | 90 a 94 | 0     |
| 0     | 85 a 89 | 24    |
| 12    | 80 a 84 | 8     |
| 20    | 75 a 79 | 32    |
| 28    | 70 a 74 | 36    |
| 28    | 65 a 69 | 32    |
| 16    | 60 a 64 | 36    |
| 20    | 55 a 59 | 24    |
| 32    | 50 a 54 | 36    |
| 28    | 45 a 49 | 4     |
| 20    | 40 a 44 | 28    |
| 24    | 35 a 39 | 16    |
| 36    | 30 a 34 | 20    |
| 20    | 25 a 29 | 16    |
| 8     | 20 a 24 | 12    |
| 20    | 15 a 19 | 28    |
| 12    | 10 a 14 | 32    |
| 32    | 5 a 9   | 28    |
| 28    | 0 a 4   | 12    |

## Economia
El 2007 la població en edat de treballar era de 415 persones, 248 eren actives i 167 eren inactives. De les 248 persones actives 196 estaven ocupades (108 homes i 88 dones) i 52 estaven aturades (28 homes i 24 dones). De les 167 persones inactives 65 estaven jubilades, 27 estaven estudiant i 75 estaven classificades com a «altres inactius».

### Ingressos
El 2009 a Noyant-d'Allier hi havia 314 unitats fiscals que integraven 663 persones, la mediana anual d'ingressos fiscals per persona era de 11.790 €.

### Activitats econòmiques
Dels 30 establiments que hi havia el 2007, 1 era d'una empresa extractiva, 1 d'una empresa alimentària, 1 d'una empresa de fabricació de material elèctric, 3 d'empreses de construcció, 9 d'empreses de comerç i reparació d'automòbils, 1 d'una empresa de transport, 1 d'una empresa d'hostatgeria i restauració, 1 d'una empresa d'informació i comunicació, 1 d'una empresa financera, 6 d'empreses de serveis, 3 d'entitats de l'administració pública i 2 d'empreses classificades com a «altres activitats de serveis».
Dels 8 establiments de servei als particulars que hi havia el 2009, 1 era una oficina de correu, 2 paletes, 1 electricista, 1 perruqueria, 2 veterinaris i 1 restaurant.
Dels 4 establiments comercials que hi havia el 2009, 1 era una botiga de menys de 120 m², 1 una fleca, 1 una carnisseria i 1 un drogueria.
L'any 2000 a Noyant-d'Allier hi havia 28 explotacions agrícoles que ocupaven un total de 1.326 hectàrees.

## Equipaments sanitaris i escolars
L'únic equipament sanitari que hi havia el 2009 era una farmàcia.
El 2009 hi havia una escola elemental integrada dins d'un grup escolar amb les comunes properes formant una escola dispersa.

## Poblacions més properes
El següent diagrama mostra les poblacions més properes.